# Julius Allo
Julius Allo,  (Álló) (* 4. April 1901 in Csentöfa bei Preßburg; † 3. September 1984 in Kritzendorf) war ein österreichischer Genre-, Porträt- und Stilllebenmaler sowie Restaurator.

## Leben
Er studierte bei Gustav Mally in Preßburg und von 1927 bis 1931 bei Ferdinand Andri und Karl Fahringer an der Wiener Akademie. Zwischen 1931 und 1932 unternahm er eine Studienreise durch Deutschland, Holland, Frankreich und die Schweiz. Seit 1937 war er aktives Mitglied des Preßburger Kunstvereins und später auch Mitglied des Zentralverbandes slowakischer Künstler. Er hat an Ausstellungen in Preßburg und Prag teilgenommen.
Zwischen 1938 und 1945 war er Leiter der Preßburger Malerschule. Er war Mitglied des Ausschusses der Restauratorenabteilung und Mitglied der Gutheißungs- und Kollaudierungskommission in Preßburg. Er wirkte als Landschaftsmaler und Porträtist; außerdem schuf er Stillleben. Als Restaurator restaurierte er  Tafelbilder und Wandbilder, u. a. im Jahre 1955 das Kaschauer Stadttheater sowie die Maulbertsch-Deckenfresken in Bohuslawice in der Slowakei.  Seine Gemälde befinden sich auch in staatlichen Sammlungen und nationalen und städtischen Galerien in Preßburg, Prag, Budapest und Wien.
Seinen Lebensabend verbrachte er in Kritzendorf.

## Ausstellungsbeteiligungen
- 1953: Jubiläumsausstellung
- 1960: Teilnahme an der Herbstausstellung im Wiener Künstlerhaus
- 1961: Teilnahme an der 2. Jubiläumsausstellung im Künstlerhaus Wien
- 1971: Teilnahme an der 50. Ausstellung des Künstlerbundes in Klosterneuburg,
- 1972: Teilnahme an der Ausstellung des Landesverbandes der Niederösterreichischen Kunstvereine in Laxenburg
- 1972: Teilnahme an der Ausstellung des Künstlerbundes in Klosterneuburg im Marmorsaal des Stiftes

## Auszeichnungen
- Medaille des Internationalen Kindertag-Wettbewerbes Preßburg
- Goldmedaille Accademia Italia
- Franz Rumpler Medaille Klosterneuburg
- Albrecht-Dürer-Goldmedaille
- Goldener Zentaur
- Medaglia d`Oro der Accademia Italia
- Parlamento Mondiale (USA)

| Personendaten    | Personendaten          |
| ---------------- | ---------------------- |
| NAME             | Allo, Julius           |
| KURZBESCHREIBUNG | österreichischer Maler |
| GEBURTSDATUM     | 4. April 1901          |
| GEBURTSORT       | Csentöfa bei Preßburg  |
| STERBEDATUM      | 3. September 1984      |
| STERBEORT        | Kritzendorf            |